# Émilie Heymans
Émilie-Joane Heymans (Bruxelles, 14 dicembre 1981) è una tuffatrice canadese.
Specializzata nelle gare dalla piattaforma, ha vinto moltissime medaglie a tutte le più importanti competizioni di tuffi: olimpiadi, mondiali, giochi panamericani e giochi del Commonwealth.

## Palmarès
- Giochi olimpici

Sydney 2000: argento nel sincro 10 m.
Atene 2004: bronzo nel sincro 10 m.
Pechino 2008: argento nella piattaforma 10 m.
Londra 2012: bronzo nel sincro 3 m.
- Mondiali di nuoto

Barcellona 2003: oro nella piattaforma 10 m.
Roma 2009: argento nel trampolino 3 m.
Shanghai 2011: argento nel sincro 3 m.
- Giochi panamericani

Winnipeg 1999: oro nella piattaforma 10 m.
Santo Domingo 2003: oro nella piattaforma 10 m e nel sincro 3 m e argento nel trampolino 3 m.
Rio de Janeiro 2007: oro nel sincro 10 m.
Guadalajara 2011: argento nel sincro 3 m.
- Giochi del Commonwealth

Manchester 2002: argento nel trampolino 3 m e nella piattaforma 10 m.
Melbourne 2006: bronzo nella piattaforma 10 m.
Delhi 2010: oro nel sincro 3 m e bronzo nel trampolino 1 m.